# Prärie

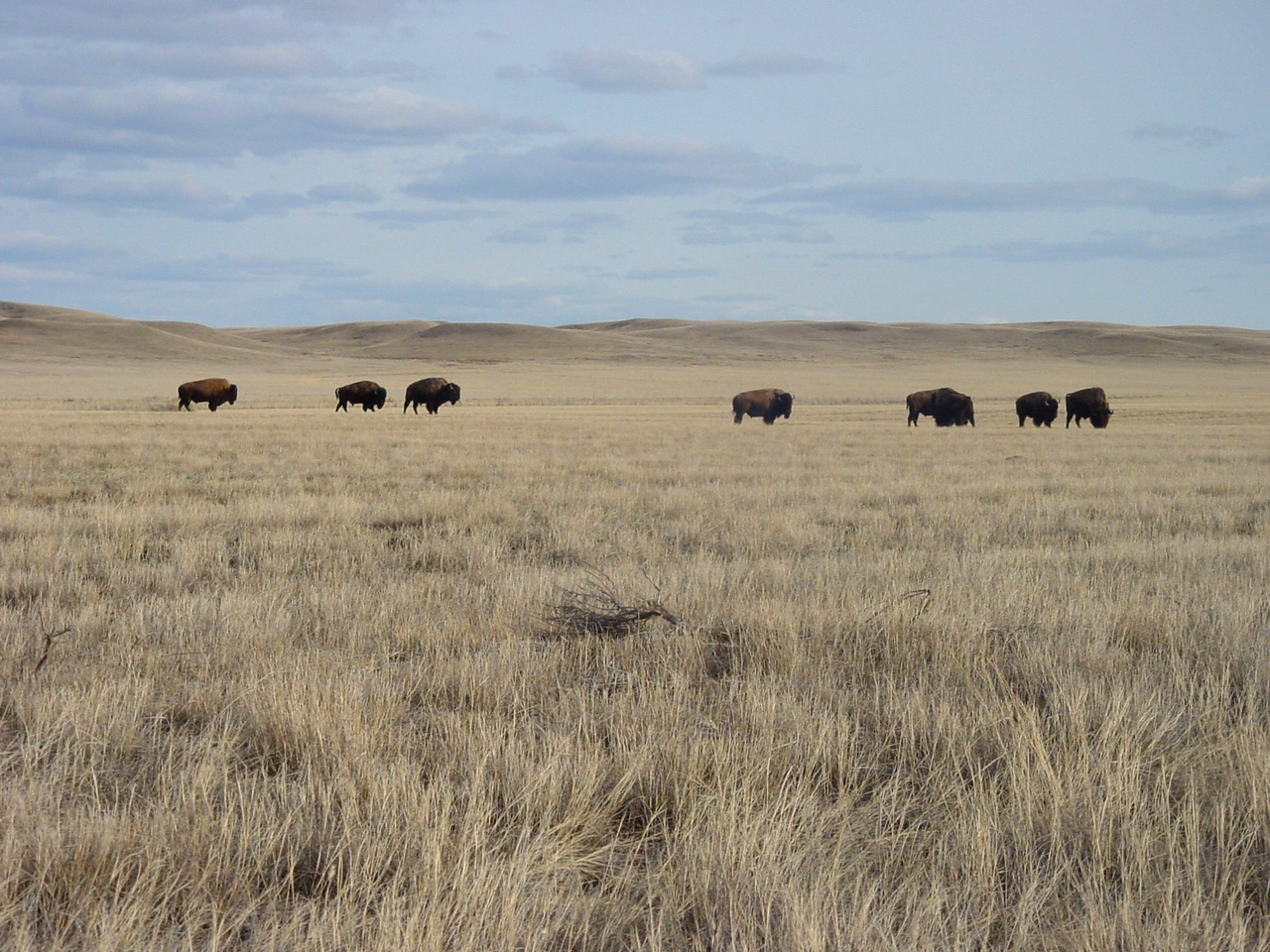
Kanadische Prärie im Grasslands-Nationalpark mit grasenden Bisons

Die Prärie (französisch prairie „Wiese“, „Weide“) ist der nordamerikanische Anteil der Steppenzone der Erde (siehe: Vegetationszone). Sie umfasst die Vorgebirgs-Hochebene der Great Plains, die zentralen Ebenen des Mittleren Westens sowie die westliche Golfküstenebene. Ihre Gesamtausdehnung beträgt rund 2,7 Millionen km².

## Ursprüngliche Vegetation

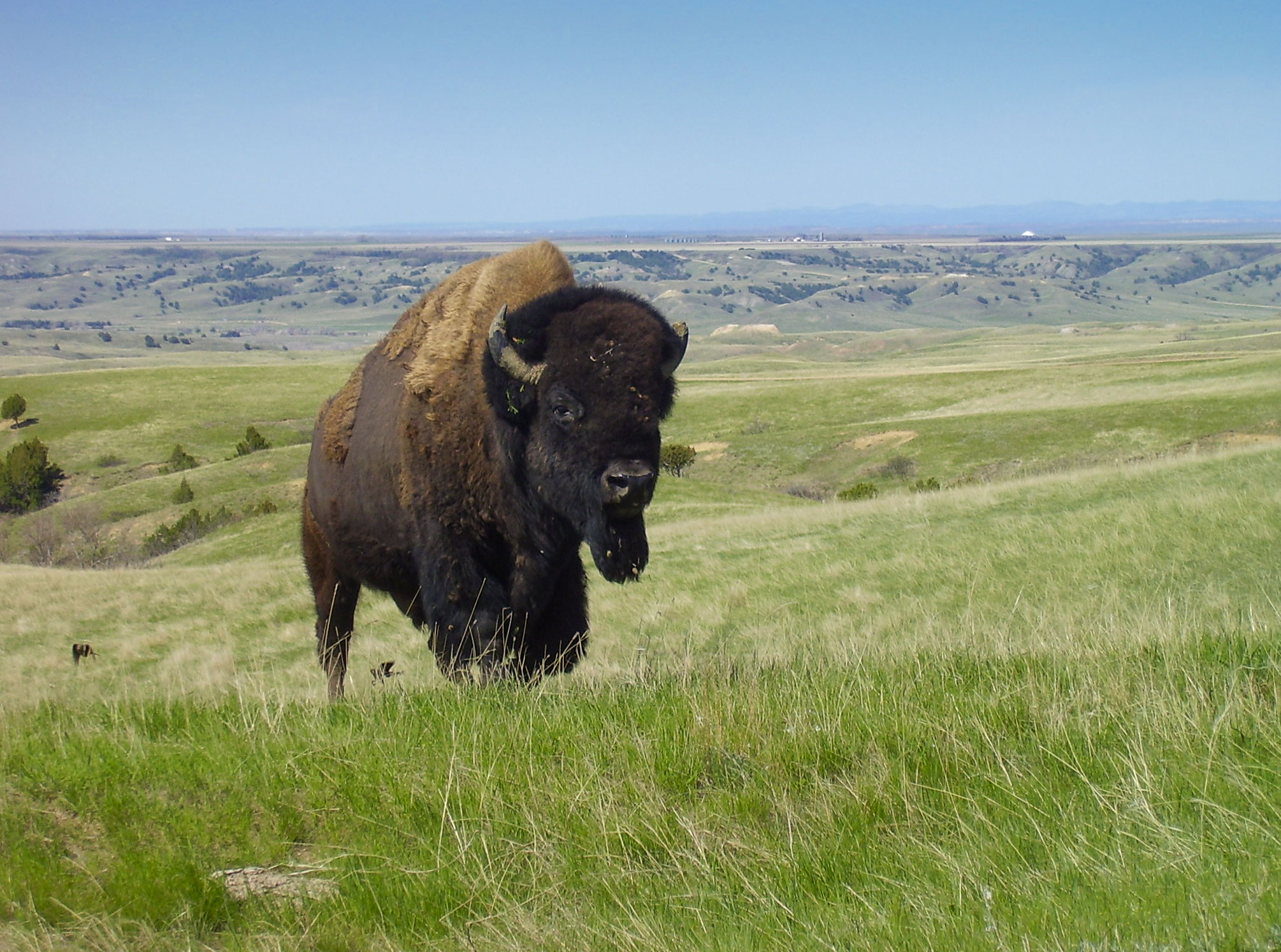
Bisonbulle in der Prärie der Badlands

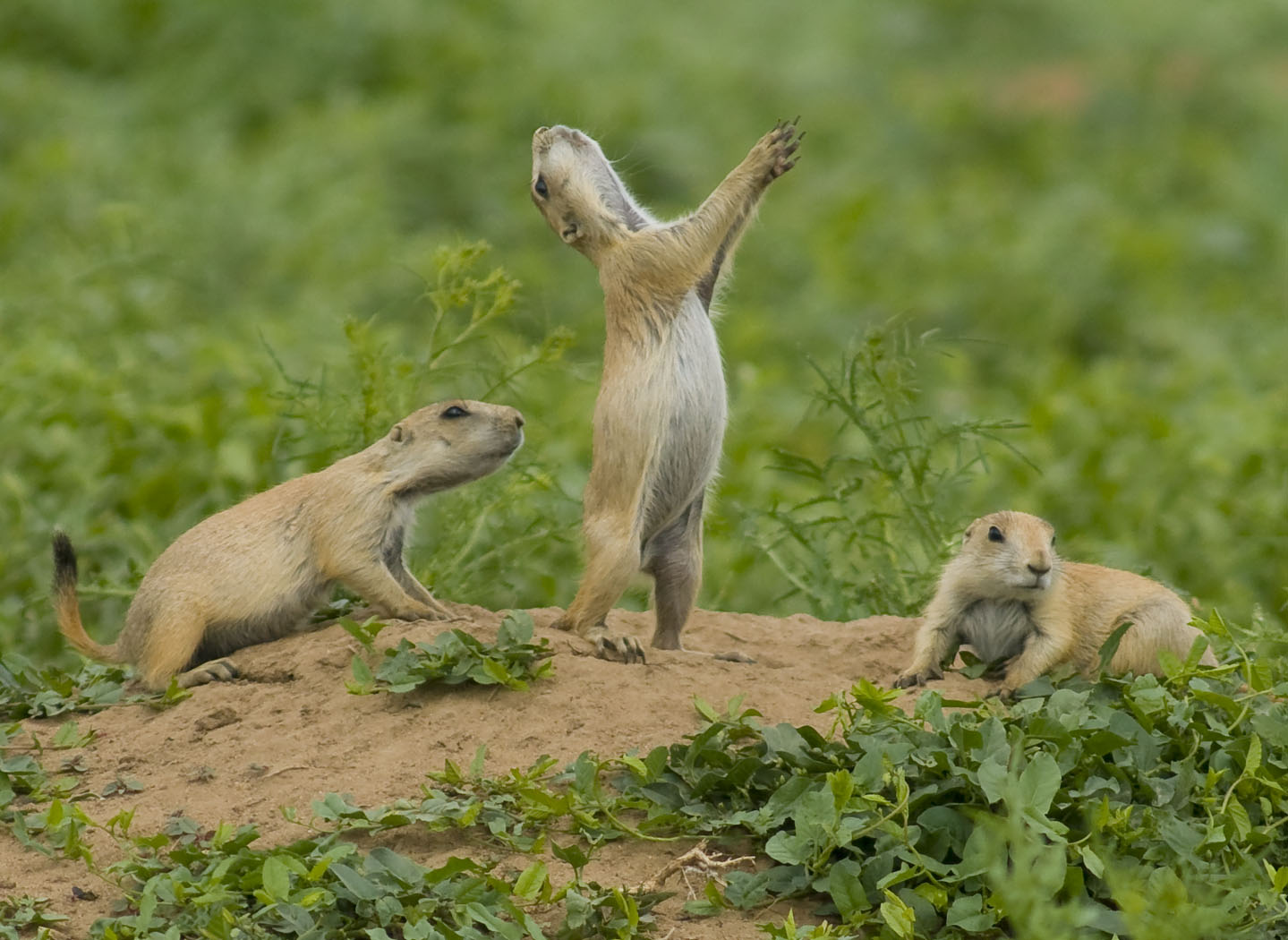
Präriehunde

Die begrenzte Vegetation (Baumarmut, wenig dichte Gras- und Strauchlandschaft) geht auf die kontinentale Lage und den Regenschatten der Rocky Mountains und die damit verbundenen ariden Klimabedingungen (Wassermangel) zurück. Vor allem in den Kaltzeiten des Eiszeitalters wurde Löss aufgeweht, was sich heute im Rahmen der Wüstenbildung durch landwirtschaftliche Übernutzung (Dust Bowl) wiederholt.
Von Ost nach West findet ein Anstieg des Höhenniveaus sowie (mit Ausnahme des Nordwestens) eine Abnahme des Niederschlags statt. Dies wirkt sich auf die Vegetation in einer Typenserie von Ost nach West aus: Die Hochgrasprärie im Osten (mit Andropogon-Arten, bis zu 2,40 m) – die „Prärie im engsten Sinne“ – und die nördliche Schwingelgrasprärie (Schwingelgras) gehen über die zentrale Mischgrasprärie (1,40 m hohe Gräser) in die trockene Kurzgrasprärie (Buchloe- und Bouteloua-Arten, bis zu 50 cm) – genannt „Great Plains“ – über. An der Golfküste liegt zudem die feuchte Küstenprärie (Sorghastrum nutans und Schizachyrium scoparium).
Vor der Besiedlung durch Euroamerikaner lebten hier vor allem riesige Herden von Bisons und Gabelböcken sowie fünf Milliarden Schwarzschwanz-Präriehunde. Das häufigste Raubtier war (und ist) der Kojote. Durch die Ausbreitung des von den Spaniern eingeführten Pferdes vom Beginn des 17. bis Ende des 18. Jahrhunderts entwickelten sich die Kulturen der Prärie-Indianer, deren Subsistenz in erster Linie von Bison und Pferd abhängig war. Auch heute noch befinden sich einige der größten Indianerreservate in den nördlichen Prärieregionen der USA.

## Heutige Nutzung

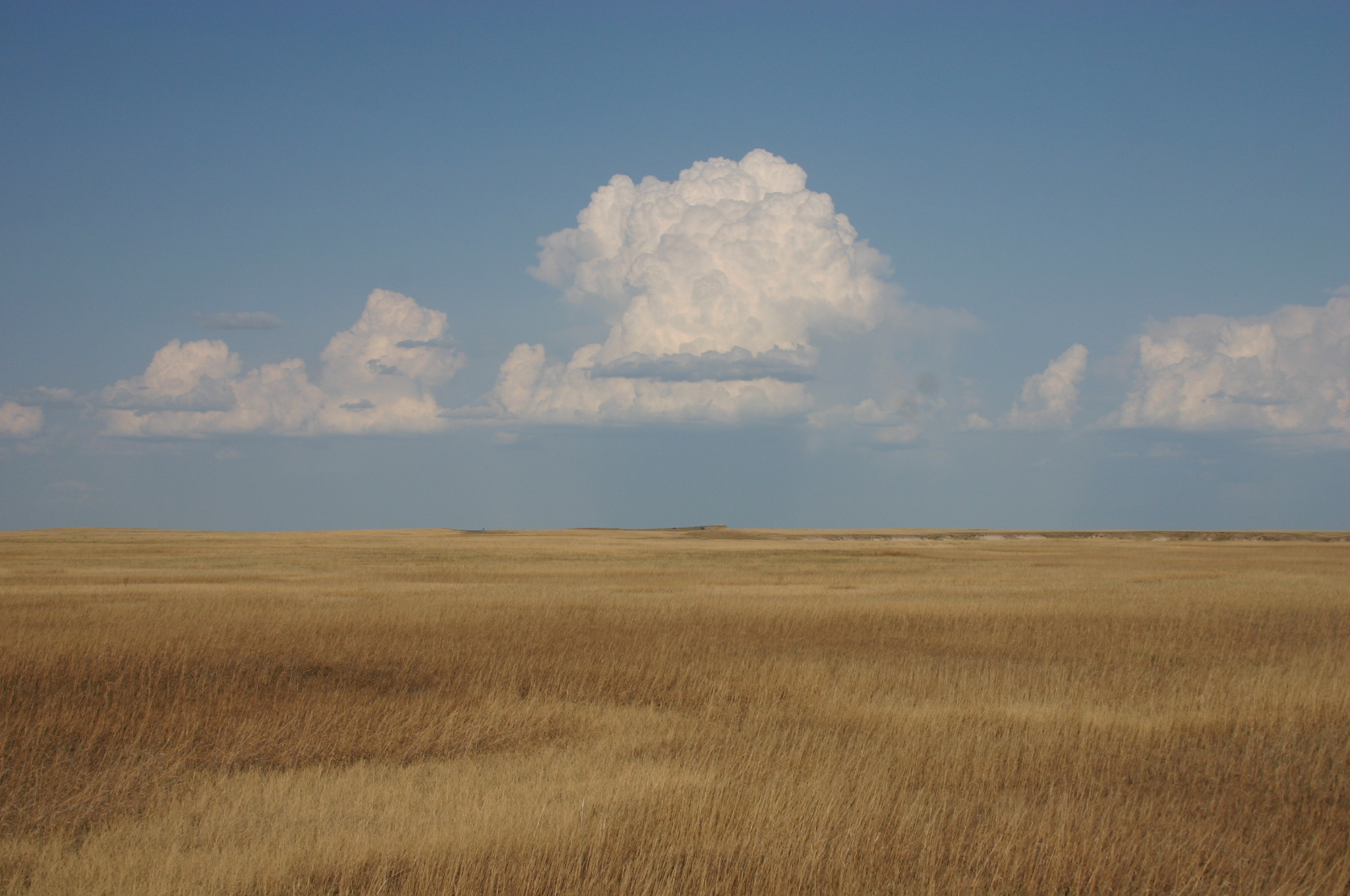
Herbstliche Prärie im Badlands National Park

Heute bilden die Prärien eine riesige landwirtschaftlich genutzte, teilweise auch verödete und weiter verödende, oft künstlich bewässerte Anbaufläche für Weizen, Mais und andere Produkte (siehe auch: Corn Belt). Intensive Beweidung mit Rindern verdrängt die Gräser und fördert die Wüstensträucher.
Viel besser angepasst sind hingegen die Bisons, die jedoch im 19. Jahrhundert durch weiße Siedler und das Militär bis auf wenige Reste systematisch ausgerottet wurden. 1894 lebten in ganz Nordamerika noch rund 800 Exemplare, etwa 200 davon im Yellowstone-Nationalpark als die letzten freilebenden Bisons der Vereinigten Staaten. Ihre Zahl fiel bis zum Tiefststand 1902 auf nur noch 23 Tiere. Von Anfang an spielten die Mitglieder verschiedener Indianerstämme eine vorrangige Rolle beim Schutz der Tiere. Zwischen 1992 und 1996 etablierten sie etwa 15 neue Bisonherden mit einer Vervierfachung des Bestandes auf Indianerreservaten. Dank der intensiven Schutzmaßnahmen gibt es heute im Mittleren Westen der USA wieder rund 350.000 Bisons, insgesamt sogar etwa eine halbe Million Tiere (siehe auch: Buffalo Commons).